# Nathalie Grenzhaeuser
Nathalie Grenzhaeuser (* 1969 in Stuttgart) ist eine deutsche Künstlerin.

## Leben
Nathalie Grenzhaeuser wurde in Stuttgart geboren und wuchs in Deutschland und Frankreich auf. Bis 1997 studierte sie interdisziplinäre Kunst bei Hermann Nitsch an der Frankfurter Städelschule. Die Künstlerin arbeitet solo und seit 1993 in Zusammenarbeit mit Minka Maslowski im Duo Maslowski/Grenzhaeuser. Nathalie Grenzhaeuser lebt in Berlin.

## Werk
Der künstlerische Schwerpunkt Nathalie Grenzhaeusers liegt auf Arbeiten zur sich verändernden Beziehung zwischen Mensch und Natur. Dabei arbeitet die Künstlerin mit Fotografie und Video.
Nach dem Studium begann Nathalie Grenzhaeuser visuell entlegene Gegenden und das menschliche Verhältnis zu fragilen Naturräumen zu untersuchen. Ein Arbeitsaufenthalt auf Spitzbergen, Norwegen, 2005 lenkte ihre Aufmerksamkeit auf den arktischen Raum. Ihre zwischen 2005 und 2016 entstandenen The Arctic Series setzen klimatische Bedingungen und menschliche Nutzung der Arktis zueinander in Beziehung. Seit einem Arbeitsaufenthalt auf der AWIPEV Arctic Research Base in Ny-Ålesund auf Spitzbergen verknüpft Nathalie Grenzhaeuser künstlerische Fragen mit naturwissenschaftlicher Forschung.
Es folgten 2018–2021 Aufenthalte auf der meeresbiologischen Station WSBS Kartesh am Weißen Meer in Karelien, Russland. Daraus entsteht der Werkkomplex The White Sea Cycle, der aus künstlerischer Sicht die wissenschaftliche Erforschung des Meeresraumes befragt.
Parallel entstehen vom Duo Maslowski/Grenzhaeuser fotografische und filmische Szenarien fiktiver Geschichten, in denen die Künstlerinnen selbst die Protagonistinnen sind. Inspiriert von unterschiedlichen sozialen Milieus, Kulturen und Genres werden Zustandsbeschreibungen entwickelt, in denen mit ironischer Überhöhung die unterschiedlichen Facetten eines möglichen Seins innerhalb der gegenwärtigen Welt beleuchtet werden.

## Ausstellungen

### Einzelausstellungen (Auswahl)
- 2023: Tales of Water and Sand, Nathalie Grenzhaeuser (mit Stefanie Zoche), Maximiliansforum München
- 2022: The Texture of the Sea, BerlinWeekly, Berlin
- 2020: Black Ice/White Sea, Weißfrauen Diakoniekirche, Frankfurt am Main[7]
- 2017: Coincidence, Galerie Christa Burger, München
- 2016: The Arctic Series Part 1 & Part 2, Städtische Galerie Delmenhorst, Kunstmuseum Bremerhaven[8]
- 2016: Higher Altitudes, Nathalie Grenzhaeuser und Mathias Völcker, Fototeca de Cuba, Havanna und Kunstverein Gästezimmer, Stuttgart
- 2014: Gezeiten, große Galerie, Saarländisches Künstlerhaus, Saarbrücken
- 2010/11: Trespassing, Kunstverein Langenhagen[9] und Atelierfrankfurt, Frankfurt am Main
- 2010: Der schmale Grat, Kunstverein Eislingen
- 2007: Die Konstruktion der stillen Welt, Osram Art Projects, München und VCA Students Gallery, Melbourne, AU
- 2007: Von Welten und Werken, Nathalie Grenzhaeuser und Séverine Hubard, Galerie Anita Beckers

### Gruppenausstellungen
- 2022/23: Ewiges Eis, Museum Sinclair Haus, Bad Homburg
- 2022: Terra Infirma, Kunsthaus Kaufbeuren[10]
- 2015: Waterbound, Neue Galerie Dachau in Kooperation mit dem Kallmann-Museum Ismaning[11]
- 2012: Bildspuren-Unruhige Gegenwarten, 7. Internationales Festival Darmstädter Tage der Fotografie[12]
- 2011: The Marginal Landscape, 7. Biennale der Fotografie, Poznan, Polen
- 2010: Arctic Perspective, Hartware Medienkunstverein[13], Dortmund
- 2007/08/09: Failed Hope, kuratiert von Andrea Domesle, Fotomonat Krakau, Polen, Herbert Gerisch Stiftung Neumünster und Haus der Herren zu Kunststat, Brno, Tschechien
- 2006: Gletscherdämmerung, Ausstellung/Symposium, ERES-Stiftung, München
- 2004/05: Central Station - Die Sammlung Falckenberg, La Maison Rouge, Fondation Antoine de Galbert, Paris

### Ausstellungen im Duo Maslowski/Grenzhaeuser
- 2022: Kingsize, Maslowski/Grenzhaeuser, Axel Obiger Raum für zeitgenössische Kunst, Berlin
- 2019: Troublesome Identity, Maslowski/Grenzhaeuser, Heussenstamm-Galerie, Frankfurt am Main[14]
- 2016: Mittelmass 2016, Westpol A.I.R. Space, Westwerk, Leipzig[15]

## Stipendien und Auszeichnungen
- 2016: Arbeitsstipendium der Stiftung Kunstfonds und Nomination Pix Pictet
- 2015: Fellowship am Hanse-Wissenschaftskolleg (HWK) in Kooperation mit dem Alfred Wegener Institut für Polar- und Meeresforschung
- 2012: Merck Preis, 2. Platz, Internationales Festival Darmstädter Tage der Fotografie
- 2007: Maria Sibylla Merian-Preis
- 1999/2000: Reisestipendium der Hessischen Kulturstiftung mit Minka Maslowski

## Publikationen
- 24 Poses. Maslowski/Grenzhaeuser. Künstlerbuch (Erstausgabe 2002, Verlag nogoodindustry, Paris) 2. Auflage. Berlin 2019, ISBN 978-3-00-061493-4.
- The Arctic Series. Hrsg.: Annett Reckert. Städtische Galerie Delmenhorst, 2016, ISBN 978-3-944683-16-4.
- Gezeiten. Hrsg.: Sandra Elsner. Saarländisches Künstlerhaus Saarbrücken, 2014, ISBN 978-3-940517-98-2.
- Spiegel. Nathalie Grenzhaeuser und Mathias Völcker. Verlag Bruno Dorn, Frankfurt am Main 2014, ISBN 978-3-942311-10-6.
- Trespassing. Monographie, Hrsg.: Ursula Schöndeling. Kunstverein Langenhagen. Verlag für Moderne Kunst, Nürnberg 2011, ISBN 3-86984238-5 (deutsch und englisch)
- Tage des Glücks. Maslowski/Grenzhaeuser. Verlag Bruno Dorn, Frankfurt am Main 2008, ISBN 978-3-9810382-2-4.